# Thoracostoma angustifissulatum
Thoracostoma angustifissulatum is een rondwormensoort uit de familie van de Leptosomatidae. De wetenschappelijke naam van de soort is voor het eerst geldig gepubliceerd in 1956 door Mawson.